# 宇宙紅移7號星系
宇宙紅移7號星系（英語：Cosmos Redshift 7），是一個位於六分儀座的高紅移（z ∼ 6−7）萊曼α發射體星系，距離地球至少129億光年。該星系包含在大爆炸之後不久的再電離時期所形成的第一批恆星（第一代的第三星族星）與它們於大約8億年前所產生出的化學元素（氧，氮，碳，鈣和鐵等），而這些元素是後來形成星球與生命的關鍵 。

## 概述
宇宙紅移7號星系有著第二星族（貧金屬星）與第三星族（無金屬星）的星，天文學家們發現它時檢測出它的光度比當時最亮的遙遠星系還高出三倍。

## 發現與命名
宇宙紅移7號星系是由以大衛·索布拉爾（David Sobral）為首的一班來自里斯本或萊頓的天文學家使用歐洲南方天文台的甚大望遠鏡（VLT），並經由凱克天文台、毛納基山天文台昴星團望遠鏡與NASA/ESA哈勃太空望遠鏡的幫助下發現的。該天文學家團隊的成員來自於加州大學河濱分校、日內瓦大學、萊頓大學與里斯本大學四間大學。
該星系名字的靈感來自於葡萄牙國家足球隊與皇家馬德里足球俱樂部的成員之一，葡萄牙的足球運動員克里斯蒂亞諾·羅納度。他也俗稱「CR7」，而組成宇宙紅移7號星系的英文的各單字字首便為CR7。

## 註解
1. ↑  越高紅移就代表該天體距離地球越遠，即意味著宇宙紅移7號星系是宇宙上最古老與遙遠的星系之一。

## 外部連結
- European Southern Observatory
- YouTube上的Video (00:50) - Cosmos Redshift 7 galaxy